# Oliver Dovin
Oliver Dovin (Londres, 11 de julio de 2002) es un futbolista británico, nacionalizado sueco, que juega en la demarcación de portero para el Coventry City F. C. de la EFL Championship.

## Selección nacional
Tras jugar en las categorías inferiores de la selección, finalmente hizo su debut con la selección de fútbol de Suecia en un partido amistoso contra Islandia que finalizó con un resultado de 2-1 a favor del combinado sueco tras el gol de Sveinn Aron Guðjohnsen para Islandia, y de Elias Andersson y Jacob Ondrejka para Suecia.

## Clubes
| Club                | País       | Año       | Partidos | Goles |
| ------------------- | ---------- | --------- | -------- | ----- |
| Hammarby IF         | Suecia     | 2019      | 0        | 0     |
| IK Frej (cedido)    | Suecia     | 2020      | 23       | 0     |
| Hammarby Talang FF  | Suecia     | 2019      | 1        | 0     |
| Hammarby IF         | Suecia     | 2020-2024 | 85       | 0     |
| Coventry City F. C. | Inglaterra | 2024-     | 30       | 0     |

## Palmarés

### Títulos nacionales
| Título         | Club        | País   | Año  |
| -------------- | ----------- | ------ | ---- |
| Copa de Suecia | Hammarby IF | Suecia | 2021 |